# Eat (film)
Eat (1963) è un film statunitense di 45 minuti, creato da Andy Warhol nell'ambito delle sue sperimentazioni artistiche.
Eat è girato in bianco e nero, non ha una colonna sonora, e ritrae l'altro esponente della pop art Robert Indiana impegnato nell'atto di mangiare per l'intera durata del film. L'alimento consumato è apparentemente un fungo, sebbene vi siano opinioni diverse al riguardo: ad esempio, sul sito di cinema Internet Movie Database gli spettatori che commentano il film hanno ipotizzato anche che si tratti di un panino, di una mela o di una pesca. Inoltre, durante il film passa per due volte un gatto.